# Вейтия, Йосвани
Йосвани Вейтия Сото (исп. Yosvany Veitía Soto; род. 12 марта 1992, Вилья-Клара, Куба) — кубинский боксёр-любитель и профессионал, выступающий в первой наилегчайшей, в наилегчайшей и в легчайшей весовых категориях. Участник трёх Олимпийских игр (2012, 2016, 2020), чемпион мира (2017), трёхкратный призёр чемпионата мира (2013, 2015, 2023), трёхкратный серебряный призёр Панамериканских игр (2011, 2015, 2019), чемпион игр Центральной Америки и Карибского бассейна (2014), бронзовый призёр молодёжного чемпионата мира (2010), многократный победитель и призёр международных и национальных первенств в любителях.

## Биография
Родился в 1992 году.
В 2011 году впервые стал серебряным призёром панамериканских игр проходивших в Гвадалахаре в весовой категории до 49 кг.
В 2012 году Йосвани защищал честь страны на летних Олимпийских играх в Лондоне выступая в 1-й наилегчайшей весовой категории (до 49 кг), но занял только 9-е место, проиграв во втором бою (со счётом 11:14) будущему двукратному олимпийскому чемпиону китайскому боксёру Цзоу Шимину.
В 2015 году на чемпионате мира по боксу завоевал серебряную медаль в весе до 52 кг, в финале проиграв азербайджанскому боксёру Эльвину Мамишзаде.
Йосвани известен тем, что дважды побеждал японского боксёра Наою Иноуэ, ныне являющегося № 2 в мире вне зависимости от весовой категории.